# Mapuche (película)
 Mapuche es una película documental de Argentina filmada en colores dirigida por Carlos Bartolomé sobre su propio guion que se produjo en 1972 y no se exhibió comercialmente.

## Sinopsis
La historia social del pueblo mapuche a través de la trayectoria de cuatro familias.
Se trata de 4 capítulos filmados con sonido directo en 16 mm en San Martín de los Andes y Neuquén.